# آرثر فراي
آرثر فراي (بالإنجليزية: Arthur Fry)‏ (1861 في المملكة المتحدة - 13 مارس 1937 بساوثهامبتون في المملكة المتحدة) هو لاعب كرة قدم بريطاني (وحمل سابقاً جنسية المملكة المتحدة لبريطانيا العظمى وأيرلندا) في مركز حراسة المرمى. لعب مع نادي ساوثهامبتون.